# Arquivos Nacionais (Reino Unido)

Os Arquivos Nacionais (em inglês The National Archives, TNA) são um organismo governamental britânico criado em abril de 2003, fundado para ser um Arquivo nacional da Inglaterra e do País de Gales. A Escócia e a Irlanda do Norte possuem seus próprios arquivos nacionais.
Os TNA resultam da reunião de quatro organizações, anteriormente, separadas:
- Public Record Office
- Historical Manuscripts Commission"
- Office of Public Sector Information (OPSI)
- Her Majesty's Stationery Office (HMSO).

O TNA reivindica ter  a maior coleção de arquivos do mundo, contendo 1.000 anos da história britânica, desde o  "Domesday Book" (tombo feudal) até os documentos recentemente liberados pelo governo  ao público. 
Sua sede está localizada em Richmond upon Thames, no sudoeste de Londres, perto do Jardim Botânico de Kew (Kew Gardens).

## História
Até 1838 os arquivos nacionais ingleses estiveram divididos em vários locais, mas nesse ano uma lei mandou-os juntar num único edifício.

## Public Record Office
O Public Record Office contém:
- arquivos judiciais, administrativos e financeiros da chancelaria e do tesouro;
- os arquivos dos tribunais, processos cíveis, almirantado, Star-Chamber, requerimentos, curadorias e emancipações, delegados, e os dos Supremo de Justiça;
- os arquivos do principado de Gales, dos palatinados de Chester, Durham e Lancaster, e os ducados de Lancaster;
- os arquivos de vários ministérios, como tesouraria, Reino, Estrangeiros, Colónias, Guerra, almirantado, audiências, comércio, alfândegas, camareiro-mor, comissão eclesiástica e pagadoria geral.